# Jiří Šimeček
Jiří Šimeček est un joueur tchèque de volley-ball né le 5 mai 1982 à Příbram (alors en Tchécoslovaquie). Il mesure 1,88 m et joue passeur.

## Clubs
| Club                | De        | À         |
| ------------------- | --------- | --------- |
| Dukla Liberec       |           | 2007-2008 |
| Cambrai Volley-Ball | 2008-2009 | …         |